# .nf
.nf (Ilha Norfolk) é o código TLD (ccTLD) na Internet para a Ilha Norfolk.